# The Sixth Secret
The Sixth Secret is een Estse film uit 2022 geschreven en geregisseerd door Mart Sander De film ging op 1 mei 2022 in première op het Haapsalu Horror & Fantasy Film Festival waar het de publieksprijs won.

## Plot
Bij een laat-nacht seance, bijgewoond door twaalf mensen, kondigt het medium aan dat er voor middernacht drie geheimen zullen worden onthuld. Echter, naarmate de lichamen zich opstapelen, stapelen ook de geheimen zich op, leidend naar het donkerste geheim van allemaal.